# HSQLDB
 (septembre 2012).
Si vous disposez d'ouvrages ou d'articles de référence ou si vous connaissez des sites web de qualité traitant du thème abordé ici, merci de compléter l'article en donnant les références utiles à sa vérifiabilité et en les liant à la section « Notes et références ».
HSQLDB connu aussi sous le nom HyperSQL est un système de gestion de base de données relationnelle écrit en Java. Il est fondé sur le projet Hypersonic SQL de Thomas Mueller. Ce programme est disponible sous une licence BSD.
Il possède un pilote JDBC et supporte une grande partie des standards SQL-92, SQL-99, et SQL:2003. Il offre un moteur de base de données rapide et léger (moins de 100k pour certaines versions) qui propose à la fois une gestion en mémoire vive et sur fichiers. Des versions embarquées (incluses entièrement dans le programme) et client-serveur sont disponibles.
Il inclut également plusieurs outils tels qu'un serveur Web minimal, un outil de gestion et plusieurs exemples de démonstration. HSQLDB est utilisé comme base de données aussi bien dans des projets open source, (tels que OpenOffice.org Base ou le serveur XMPP libre Openfire), que dans des projets commerciaux.
Il est très apprécié pour sa taille minuscule, sa capacité à être exécuté entièrement en mémoire et sa vitesse. Il peut aussi s'exécuter sur des machines virtuelles Java non propriétaires telles que Kaffe (logiciel) (en).
Il existe aussi un portage Microsoft .NET pour HSQLDB, nommé SharpHSQL, le rendant accessible avec les langages C# ou Visual Basic .NET.